# Jana-Františka de Coeme, paní z Lucé a Bonnétable
Jana de Coëme, paní z Lucé a Bonnétable (1555–1601) byla francouzská šlechtična a dvořanka. Byla dcerou Ludvíka de Coeme a členkou rodu Bourbonů. Provdala se za Františka Bourbonského, titulovaného kníže z Conti. Jako taková se po svatbě stala kněžnou z Conti.

## Životopis
Jana se narodila v roce 1555. Její otec Ludvík de Coeme měl titul pán z Lucé. Její matka Anne de Pisseleu byla neteří Anny de Pisseleu, vévodkyně z Étampes, slavné milenky Františka I. Francouzského. Jana byla dědičkou Bonnétable, obce v departementu Sarthe v regionu Pays de la Loire v severozápadní Francii.
Její první manželství v lednu 1576 bylo s Ludvíkem de Montafié, hrabětem z Montafié, panem z Piemontu, knížetem z Carignana. Měli spolu jednoho syna a dvě dcery, včetně Anny de Montafié narozené 21. července 1577. Dne 6. října 1577, když Anně nebyly ani tři měsíce, byl její otec zavražděn v Aix-en-Provence. V té době byl ve službách krále Jindřicha III. Francouzského jako jeho poručík.
Dne 17. prosince 1581 se v Palais du Louvre Jana de Coeme podruhé provdala za Františka Bourbonského, knížete z Conti. V roce 1585 jí Nicolas de Montreux věnoval první vydání prvního dílu svého románu Bergeries de Julliette. Dopisy, které Jana napsala během 80. a 90. let 16. století, poskytují historikům vhled do stavu věcí v provincii Maine v tomto období. Jana zemřela v roce 1601. S Františkem neměla žádné děti.
Janina dcera Anne de Montafié se stala hraběnkou ze Soissons poté, co se 27. prosince 1601 provdala za Karla Bourbonského, hraběte ze Soissons. Její matka se nakazila neštovicemi, když cestovala na její panství v Lucé, aby vyjednala Anninu svatbu, a zemřela v Saint-Arnoul poblíž Chartres, den před Anninou svatbou.